# Trigona fulviventris
Las abejas de la especie Trigona fulviventris pertenecen a la tribu Meliponini o abejas sin aguijón de la familia Apidae. En diferentes países se las conoce como: "culo de vaca", "mu'ul-kab" (Yucatán, México), "culo de buey", "alazana" (El Salvador), "culo de perro" o mandinga (Guatemala), "culo de señora" o "culo de vieja", abeja jicote (Costa Rica), guariguá o venanda (Colombia), pulao (Ecuador), Bunda de vaca (Brasil).

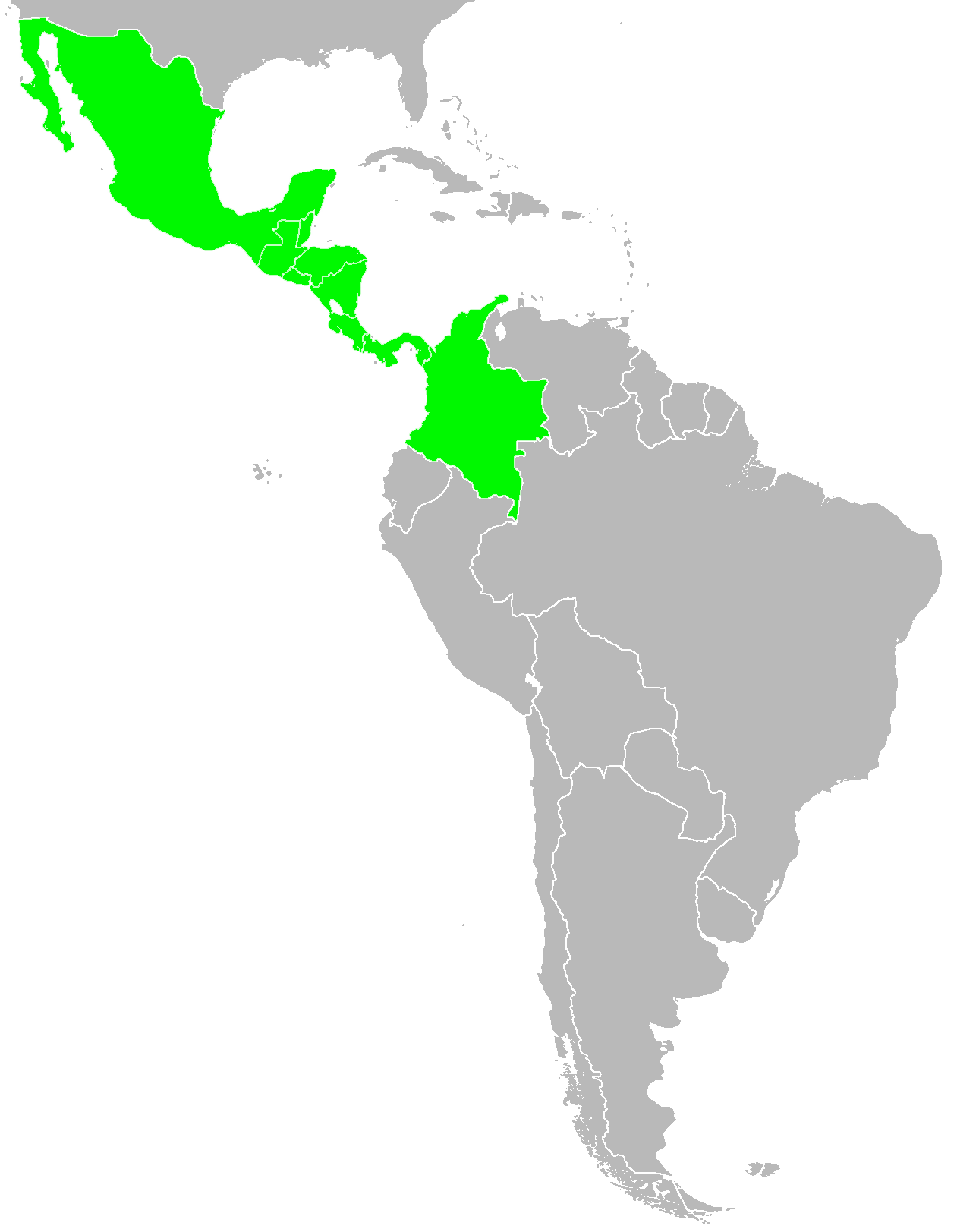
Distribución geográfica

## Distribución
La especie se distribuye desde el sureste de México hasta Brasil y Ecuador. Desde el nivel del mar hasta mediana altura.

## Características
Es negra con el abdomen rojizo o café. Mandíbula rojizas, excepto por una mancha negra basal y cinco dientes negros apicales. Clípeo ligeramente arqueado. Pelos del clípeo largos y evidentes, tan largos como el diámetro del flagelo. Escutelo sobrepasando el metanoto visto dorsalmente. Parte distal de la tibia trasera no muy ancha, con un ángulo posterior apical ligeramente curvado. Área sedosa de la superficie interna del basitarso posterior grande, cubriendo más o menos la mitad de la superficie del basitarso. Abdomen un poco más angosto que el tórax, de forma trigónal.

## Aspectos biológicos
Mide cerca de 7 mm de largo. El horario de visita a las flores ocurre entre 08:00 y 09:00 h. Esta abeja presenta otro comportamiento para obtener el polen, recolecta los granos que se encuentran caídos sobre los pétalos de las flores por la acción de otras abejas. El polen es almacenado en sus corbículas como lo hacen otras especies de la subfamilia Apinae. Es una especie tímida y fácil de manejar.
Sus nidos son subterráneos, ocasionalmente se los encuentra en la base de un tronco y entre las raíces de los árboles o en pleno suelo. En general los nidos no son profundos, la entrada es ancha y por lo común tiene una especie de plataforma en su base. El tubo interno de entrada está forrado con propóleo y su diámetro es muy variable. La estructura del nido propiamente dicho es muy irregular. El betumen o propóleo laminado no está dispuesto en forma ordenada y concéntrica, son más bien capas muy irregulares de 2 a 5 mm de espesor, dejando espacio de 1 a 4 cm. Entre estos espacios se encuentran los vasillos de miel y polen, también distribuidos irregularmente. En el centro están los panales horizontales de cría dispuestos generalmente en una forma desordenada y formando varios grupos independientes e irregulares. La miel es comestible, dulce y ligeramente ácida, bastante agradable al paladar.